# Chiromyscus
Chiromyscus (Thomas, 1891) è un genere di roditori della famiglia dei Muridi.

## Descrizione

### Dimensioni
Al genere Chiromyscus appartengono roditori di piccole dimensioni, con lunghezza della testa e del corpo tra 138 e 180 mm e la lunghezza della coda tra 200 e 233 mm.

### Caratteristiche craniche e dentarie
Il cranio presenta una scatola cranica ampia, la bolla timpanica piccola e creste sopra-orbitali ben sviluppate.
Sono caratterizzati dalla seguente formula dentaria:

### Aspetto
Il corpo è snello. La pelliccia è liscia, le parti dorsali variano dal bruno-arancione al fulvo mentre quelle ventrali sono completamente bianche. Intorno agli occhi sono presenti degli anelli più scuri che formano una caratteristica maschera facciale.. Le orecchie sono relativamente piccole e rotonde. I piedi sono corti e larghi, adattamento ad una vita arboricola, con l'alluce accorciato, opponibile e provvisto di un'unghia appiattita, invece di un artiglio come nel genere più simile Niviventer. La coda è molto più lunga della testa e del corpo ed è generalmente bicolore.

## Distribuzione
Il genere è diffuso nell'Asia sud-orientale.

## Tassonomia
Il genere comprende 2 specie.
- Chiromyscus chiropus
- Chiromyscus thomasi